# Steidle (Bauunternehmen)
Die Emil Steidle GmbH & Co. KG ist ein Bauunternehmen aus Sigmaringen, das seit 1823 in Familienbesitz ist. In den Blütezeiten des Unternehmens beschäftigte es über 1000 Mitarbeiter.

## Geschichte
Gegründet wurde das Unternehmen als kleine Zimmerei 1823 in Sigmaringen, damals Hauptstadt des noch souveränen Fürstentums Hohenzollern-Sigmaringen. Das Unternehmen wuchs schnell in einer Zeit reger Bautätigkeit. Johann, der Sohn des Firmengründers übernahm den Familienbetrieb 1854. Dessen Sohn Emil wiederum übernahm die Firmenleitung 1886 und gab ihm den heutigen Namen. In die Zeit Emil Steidles fiel die Erweiterung der Zimmerei um einen Maurerbetrieb, wodurch erstmals aus einer Hand die Erstellung ganzer Gebäude angeboten werden konnte. Wesentlich war Steidle nach dem Brand des Ostflügels von Schloss Sigmaringen an dessen Wiederaufbau beteiligt. Auch unter Emil Steidles Nachfolgern Hans Emil Steidle, Manfred Steidle-Sailer und Hans Steidle florierte das Unternehmen, das im süddeutschen Raum nach eigenen Angaben „hunderte von Brücken, Straßen und Gebäuden“ gebaut hat. Großen Aufwind brachte in den 1970er Jahren dem Unternehmen der langjährige Firmenchef Manfred Steidle-Sailer durch die Erfindung des nach ihm benannten Steidle-Trägers, eines Holzschalungsträgers, der durch sein deutlich geringeres Gewicht im Vergleich zu zuvor genutzten Stahlträgern bauliche Erleichterungen mit sich brachte.

## Geschäftszweige und Standorte

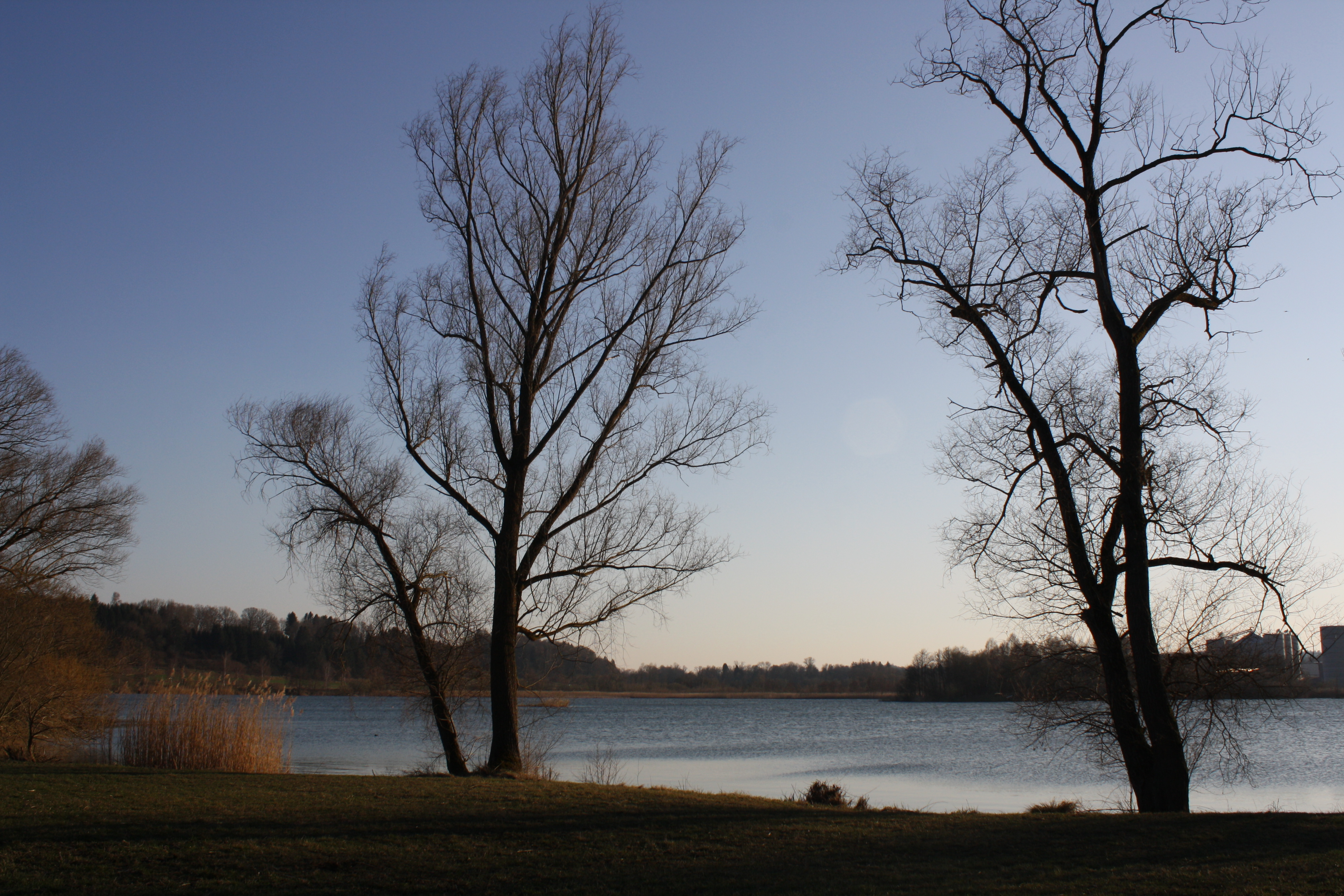
Der Steidlesee, im Hintergrund rechts Firmengebäude des Unternehmens

Steidle bietet Leistungen aus den Geschäftsbereichen Bau (als Generalunternehmer), Garagen (Fertiggaragen aus Stahlbeton), Quarzsand, Holzbauteile und Holzenergie. Der Firmensitz befindet sich in Sigmaringen, das Werk für Garagen ist ebenso in Krauchenwies wie das Abbaugebiet für Quarzsand, aus dem der sogenannte Steidlesee, heute teilweise als Badesee genutzt, teilweise aber auch Teil des Vogelschutzgebiets Baggerseen Krauchenwies/Zielfingen, entstand. Der Geschäftsbereich Holz, der hauptsächlich Bauholz und Schalungsträger umfasst, befindet sich in Sigmaringen, ebenso der Bereich Holzenergie, der die Herstellung von Holzbriketts und Holzpellets (in Krauchenwies) umfasst. In Krauchenwies betreibt Steidle zudem ein Biomasse-Heizkraftwerk, aus dem elektrische Energie in die Nahversorgung eingespeist wird, während die thermische Energie zur Trocknung des Rohmaterials für die Pelletherstellung genutzt wird. Die Sparte Bau verfügt noch über einen eigenen Standort in Sietzsch, von wo aus vor allem gewerbliche Bauten im Raum Leipzig durchgeführt werden.